# Sarcandra

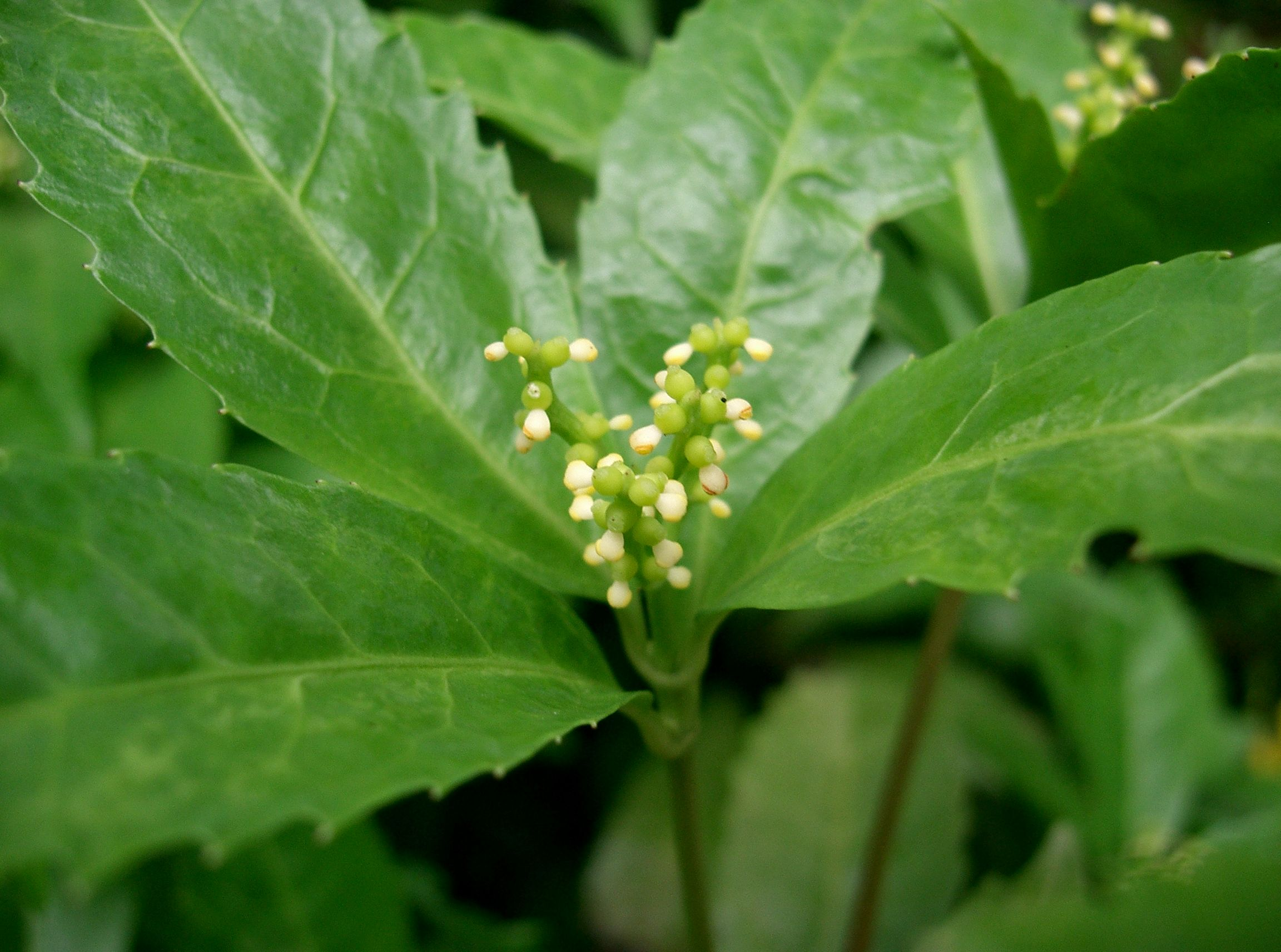
Kwiaty Sarcandra glabra

Sarcandra – rodzaj należący do rodziny zieleńcowatych. Obejmuje w zależności od ujęcia jeden gatunek – Sarcandra glabra, ewentualnie trzy gatunki. Rośliny te występują w południowo-wschodniej Azji od Indii poprzez Chiny do Japonii i na Archipelagu Malajskim, po Nową Gwineę. 

## Morfologia
PokrójPółkrzewy osiągające 1,5 m wysokości.
LiścieNaprzeciwległe, krótkoogonkowe, połączone u nasady pochwowato rozszerzającymi się ogonkami, tam też z drobnymi przylistkami. Blaszka liściowa szeroko- lub wąskoeliptyczna, na brzegu piłkowana z gruczołkiem na szczycie każdego ząbka.
KwiatyObupłciowe, zebrane w szczytowe kłosy tworzące zwykle wiechowato rozgałęziony kwiatostan złożony. Kwiaty są bezszypułkowe i pozbawione okwiatu, wsparte tylko pojedynczą, trwałą przysadką. Pojedynczy pręcik jest mięsisty. Zalążnia jest kulista lub owalna, pozbawiona szyjki, zwieńczona jest półkulistym znamieniem.
OwoceKuliste lub owalne pestkowce.

## Systematyka
Pozycja systematyczna według APweb (aktualizowany system APG IV z 2016)
Jeden z czterech rodzajów rodziny zieleńcowatych (Chloranthaceae) reprezentującej monotypowy rząd zieleńcowców (Chloranthales), tworzącego klad siostrzany grupy magnoliowych. 
W niektórych ujęciach przynajmniej niektóre gatunki włączane są do rodzaju Ascarina. Według Plants of the World Online należy tu tylko jeden gatunek – Sarcandra glabra.
Wykaz gatunków
- Sarcandra chloranthoides Gardner
- Sarcandra glabra (Thunb.) Nakai
- Sarcandra grandifolia (Miq.) Subr. & A.N.Henry